# Slatyne
Slatyne (ukrainien : Слатине) est une commune urbaine de l'oblast de Kharkiv, en Ukraine. Elle compte 6 076 habitants en 2021.

## Géographie

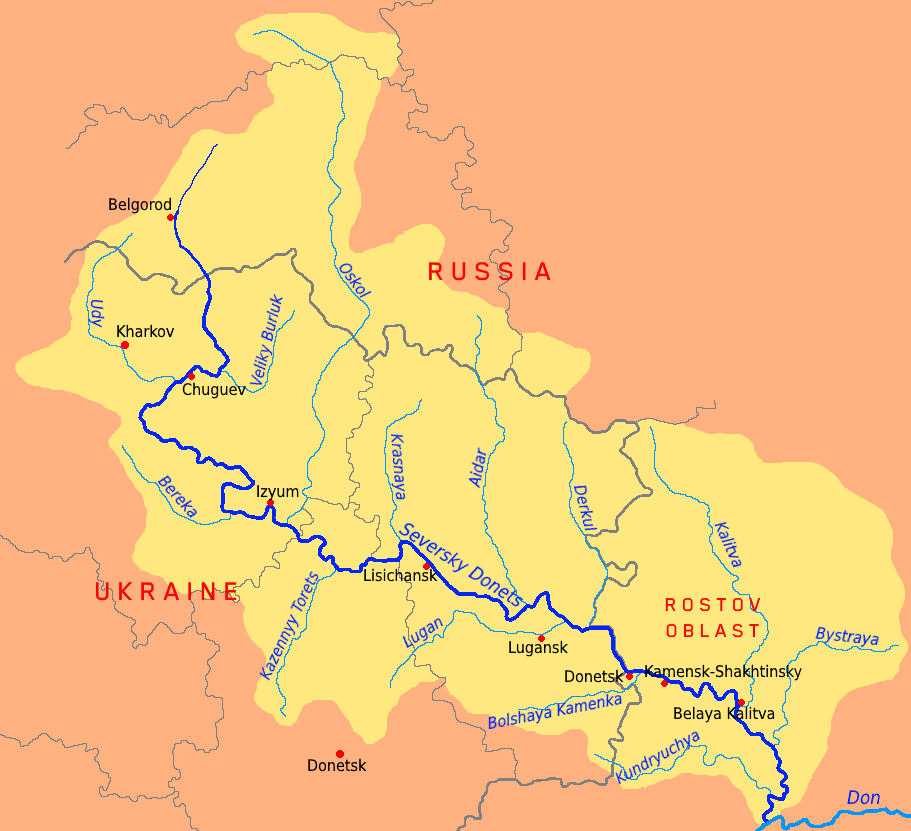
Bassin du Donets

La commune est assise sur la rive est de la rivière Lopan, affluente de la rivière Oudy, dans le bassin hydrographique du Donets, principal affluent du fleuve Don. Elle se trouve à 25 kilomètres au nord de la ville de Kharkiv.

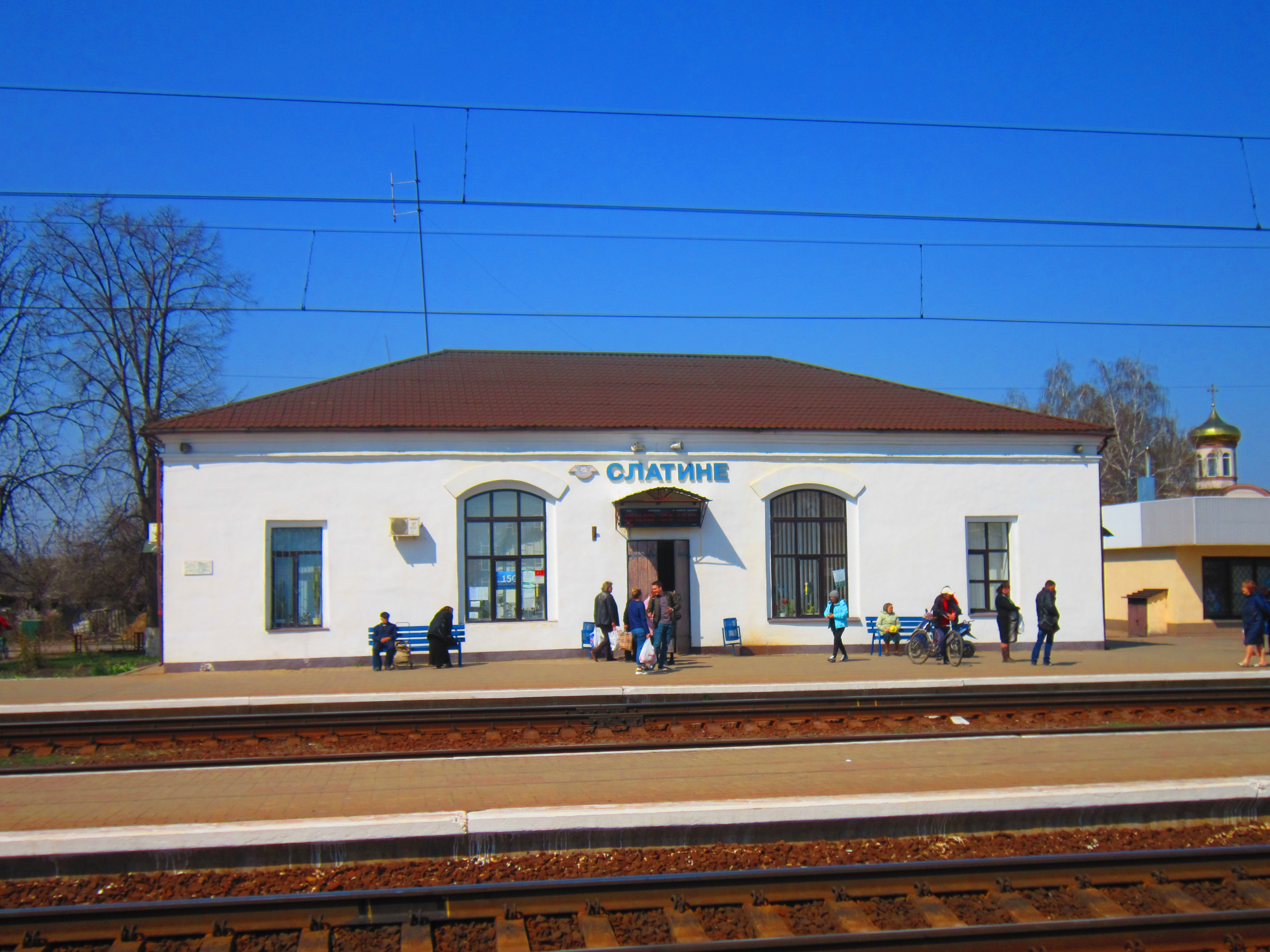
Gare de Slatyne.
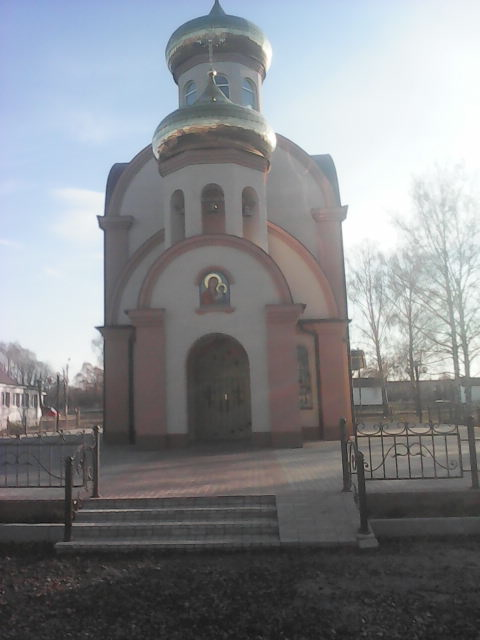
L'église de Marie de Kazan.
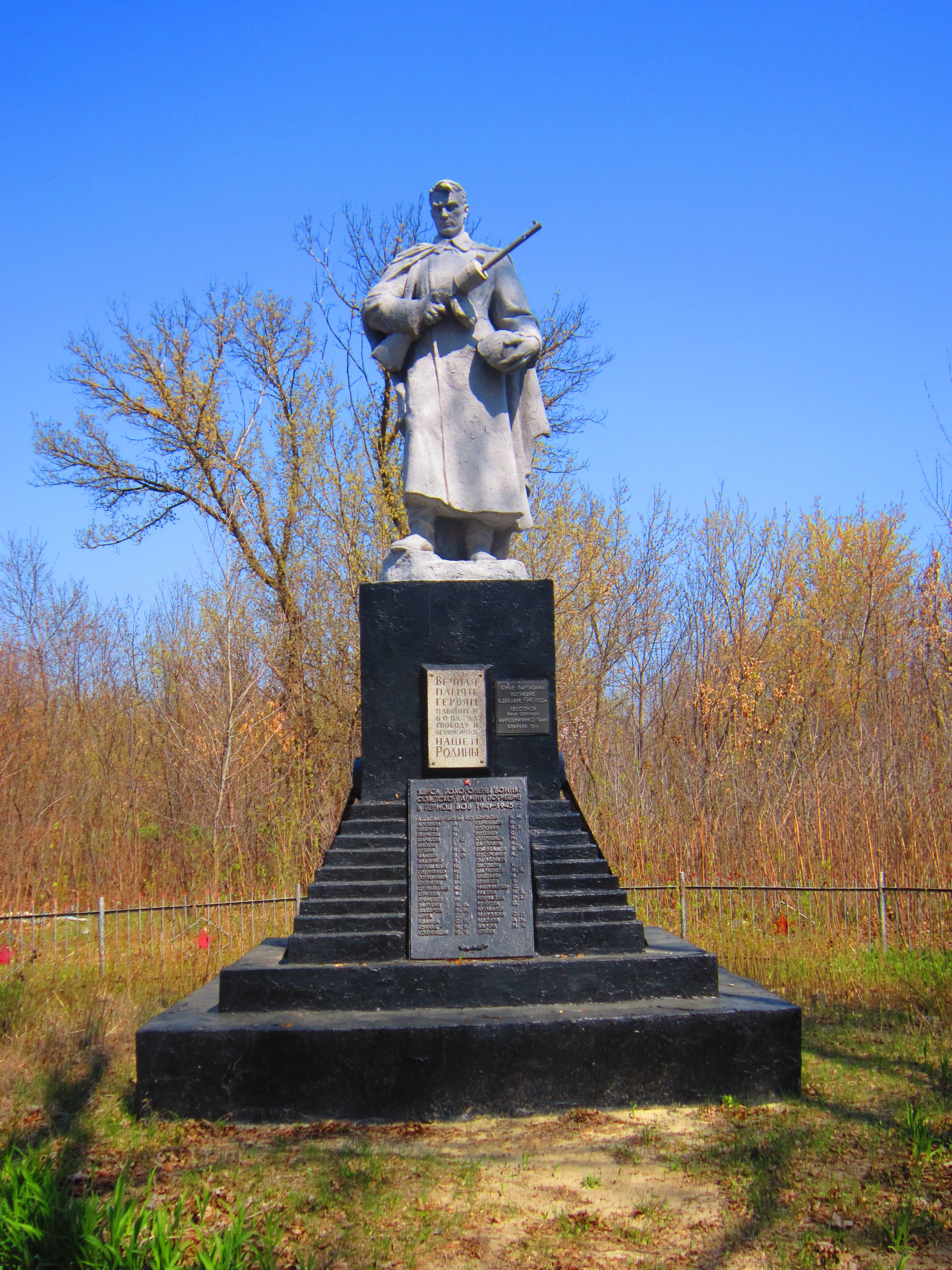
Mémorial, classé[2].
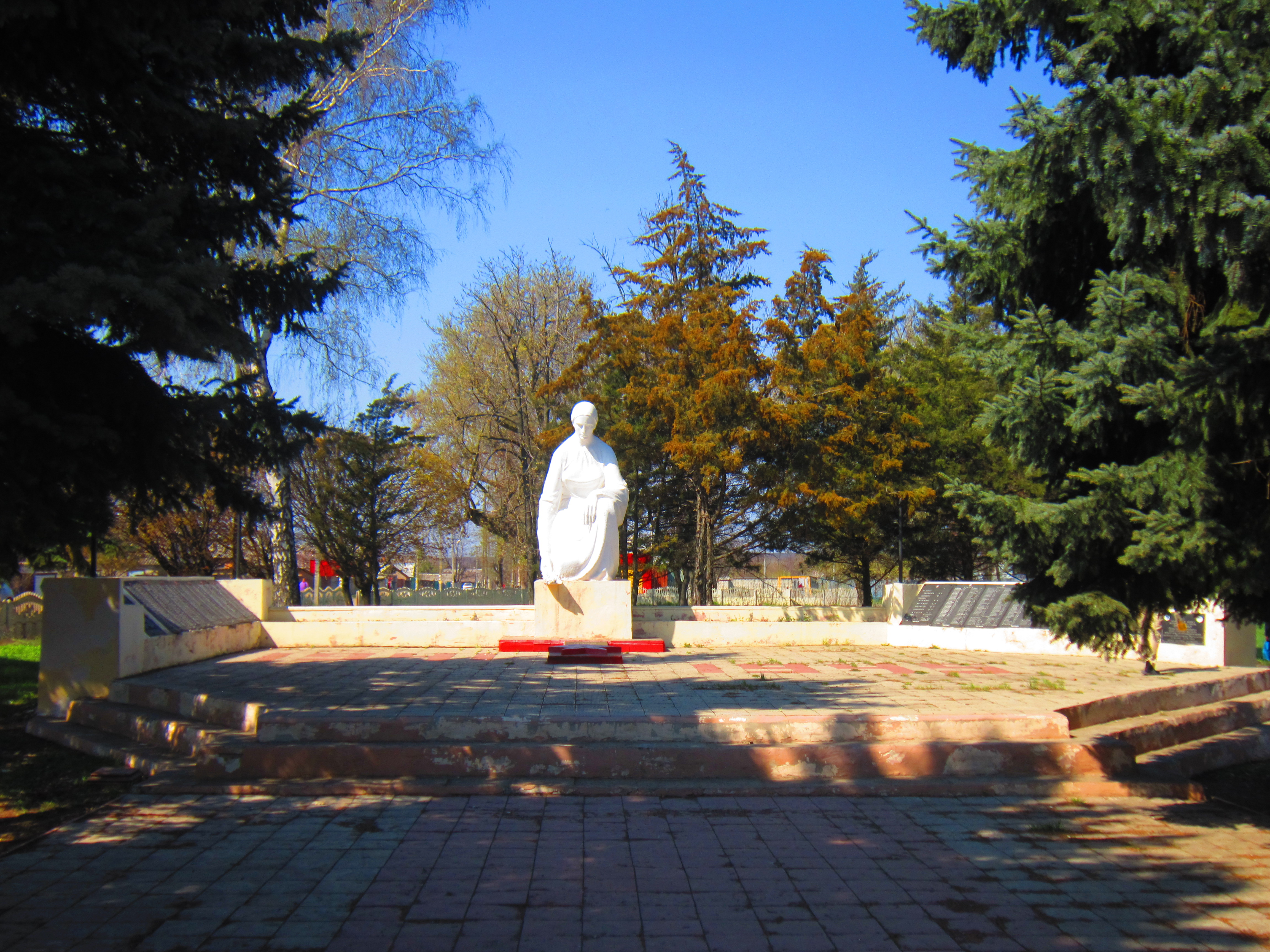
Autre mémorial, classé[3].